# R・L・フロスト
R・L・フロスト（R.L. Frost、1935年8月14日 - 2007年5月25日）は、アメリカ生まれの映画監督。
リー・フロスト、レス・エマーソンいう別名義もある。

## 概説
1962年に監督デビューして以来、主にB級映画を撮っていたが、日本で注目されたのはイタリアのモンド映画『世界猟奇地帯』からであった。以後セクスプロイテーション映画のジャンルを確立させる。一時期ジェス・フランコと並ぶその手のジャンルの名手になるかに思われたが、『Mr.オセロマン・・・』以降失脚する。
2007年5月25日にルイジアナ州ニューオーリンズで死去。死因は不明である。

## 代表作
- 世界猟奇地帯(1966)
- アニマル(1968)
- ラブ・キャンプ7　Love Camp 7 (1968)
- 続アニマル (1969)
- セックスファイター(1970)
- 新・アニマル (1970)
- 淫欲野獣/SEX暴力団(1971)
- 壮烈!怒りのリベンジャー（英語版） (1971)
- 色情狂ライフル魔(1971)
- Mr.オセロマン/2つの顔を持つ男（英語版） (1972)
- The Black Gestapo （1975）
- ウーマン・リベンジャー/復讐の美女姉妹体当りスーパーバイオレンス（英語版） （1976）
- コレクション/虜われのイヴ（英語版） （1995）